# Breitungen/Werra
Breitungen/Werra är en kommun och ort i Landkreis Schmalkalden-Meiningen i förbundslandet Thüringen i Tyskland.
Kommunen ingår i förvaltningsgemenskapen Breitungen/Werra tillsammans med kommunerna Fambach, Rosa och Roßdorf.